# Acedera (Badajoz)
Acedera es un municipio español, perteneciente a la provincia de Badajoz (comunidad autónoma de Extremadura).

## Situación
Integrado en la comarca de Vegas Altas, se sitúa a 135 kilómetros de la capital provincial. El término municipal está atravesado por la carretera nacional N-430 entre los pK 125 y 132, y por una carretera local (BA-132) que se dirige a Orellana la Vieja. El relieve del municipio es predominantemente llano, por donde discurren el río Gargáligas y el canal de Orellana. En el extremo suroriental se eleva la sierra de Enmedio, que alcanza los 615 metros. La altitud oscila entre los 615 metros (Sierra de Enmedio) y los 270 metros a orillas del río Gargáligas.  El pueblo se alza a 314 metros sobre el nivel del mar. 
| Noroeste: Madrigalejo (Cáceres) | Norte: Madrigalejo (Cáceres) | Noreste: Navalvillar de Pela |
| Oeste: Don Benito (exclave)     |                              | Este: Navalvillar de Pela    |
| Suroeste: Don Benito (exclave)  | Sur: Orellana la Vieja       | Sureste: Orellana la Vieja   |

## Historia
En 1594 formaba parte de la Tierra de Trujillo en la Provincia de Trujillo.
A la caída del Antiguo Régimen la localidad se constituye en municipio constitucional en la región de Extremadura. Desde 1834 quedó integrado en el Partido judicial de Puebla de Alcocer. En el censo de 1842 contaba con 68 hogares y 220 vecinos.
En 1930 el ayuntamiento solicita la segregación del partido judicial de Puebla de Alcocer para incorporarse al de Villanueva de la Serena

## Demografía
Acedera cuenta con una población de 802 habitantes (INE 2024).
| Gráfica de evolución demográfica de Acedera entre 1842 y 2021                                                         |
| |
| Población de derecho según los censos de población del INE. Población de hecho según los censos de población del INE. |

Guadalperales concentra la mayor parte de la población y, por lo tanto, la mayor parte de la actividad económica.

## Patrimonio
Iglesia parroquial católica bajo la advocación de Nuestra Señora de la Jara, en la archidiócesis de Mérida-Badajoz, Diócesis de Plasencia, arciprestazgo de Navalvillar de Pela.

## Economía
La agricultura es el motor económico del municipio, aunque la emigración ha hecho estragos en ambas localidades que intentan mantener su población lanzando iniciativas de carácter público para hacer más interesante y atractivo el futuro para los jóvenes.
El término municipal de Acedera es relativamente grande con respecto a su población, lo que hace que parte de los propietarios de las tierras sean vecinos de otros municipios más o menos cercanos, siendo ésta otra fuente auxiliar de recursos para el municipio.

## Fiestas
En Acedera se celebran las siguientes fiestas:
- San José, el 19 de marzo.
- Lunes de Pascua.
- Nuestra Señora de la Jara, el 15 de agosto.